# Agonum balesi
Agonum balesi är en skalbaggsart som beskrevs av Gray. Agonum balesi ingår i släktet Agonum och familjen jordlöpare. Inga underarter finns listade i Catalogue of Life.